# روجر برونيه
روجر برونيه (بالفرنسية: Roger Brunet )‏ (و. 1931 – م) هو جغرافي، من فرنسا، ولد في تولوز.

## جوائز
حصل على جوائز منها:
- جائزة فاوترين لود (1996).